# Flugzeugleasing

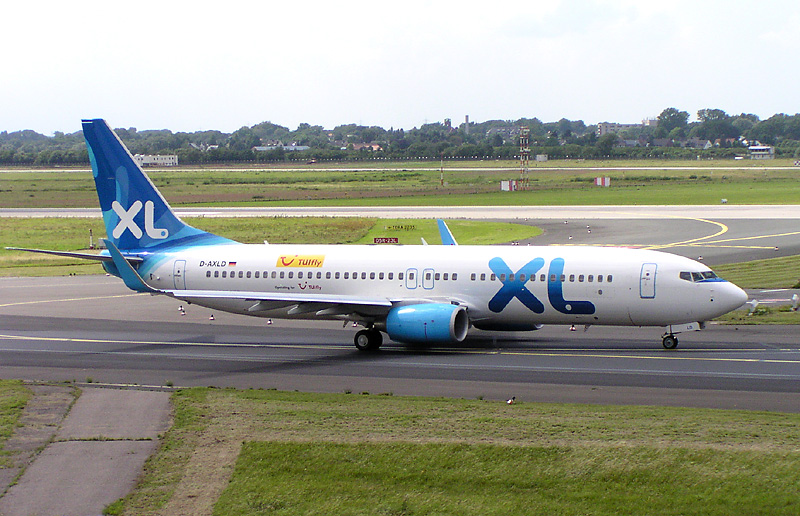
Boeing 737 der XL Airways Germany. Der Aufkleber am Heck zeigt an, dass das Flugzeug temporär durch TUIfly geleast ist

Beim Flugzeug-Leasing wird unter verschiedenen Bedingungen ein Flugzeug zur Nutzung in Form des Leasings überlassen. Man unterscheidet dabei Dry-Lease (Trockenmiete) und Wet-Lease (in etwa Feucht- oder Nassmiete). Eine Form des Wet-Lease ist Aircraft, Crew, Maintenance and Insurance (ACMI).

## Rechtliche Grundlagen
Alle Leasing-Verträge zwischen Fluggesellschaften müssen vorab durch die zuständige Behörde genehmigt werden, in Deutschland durch das Luftfahrt-Bundesamt. Die mietende Gesellschaft muss eine Betriebsgenehmigung für die jeweilige Flugzeugkategorie besitzen, bei einer Wet-Lease muss die vermietende Gesellschaft über ein Air Operator Certificate für die jeweilige ICAO-Region verfügen. Das Wet-Lease kann je nach Ausgestaltung eine erlaubnispflichtige Arbeitnehmerüberlassung darstellen.
Regelungen in Deutschland
Ist ein Wet-Lease zwischen deutschen Fluggesellschaften oder mit einer Fluggesellschaft aus dem Europäischen Wirtschaftsraum für einen bestimmten Zeitraum vereinbart, darf der Vermieter es in dieser Zeit nicht selbst nutzen; bei dringendem betrieblichen Bedarf darf das Flugzeug für maximal 5 Tage aus dem Mietverhältnis genommen werden. Für kurzzeitige Mieten von bis zu 30 Tagen kann auch eine Rahmenvereinbarung geschlossen werden, im Rahmen derer Mieten nicht einzeln durch das Luftfahrt-Bundesamt genehmigt, sondern nur angezeigt werden müssen. Aus Drittstaaten ist eine Anmietung nur bei einem betrieblichen Problem möglich oder um einen außergewöhnlichen Bedarf oder saisonale Nachfrage zu decken. Dabei ist nachzuweisen, dass keine EWR-Fluggesellschaft die Leistungen erbringen kann, dass die Sicherheitsstandards erfüllt werden und die Miete zeitlich eng begrenzt ist. In allen Fällen darf der Mieter das Flugzeug nicht weitervermieten.
Beim Dry-Lease wird das Flugzeug in das Air Operator Certificate des Mieters aufgenommen. Entsprechende Vereinbarungen mit einem Drittstaaten-Luftfahrtunternehmen sind für deutsche Fluggesellschaften nur mit Ländern möglich, die ein entsprechendes bilaterales Abkommen unterschrieben haben.

## Dry-Lease
Dry-Lease (wörtlich Trockenmiete, im Deutschen anschaulicher Kaltmiete) bezeichnet die Miete eines Flugzeugs ohne Personal, Wartung und Versicherung. Der größte Anbieter ist AerCap.

## Wet-Lease

### Übersicht / Grundlagen

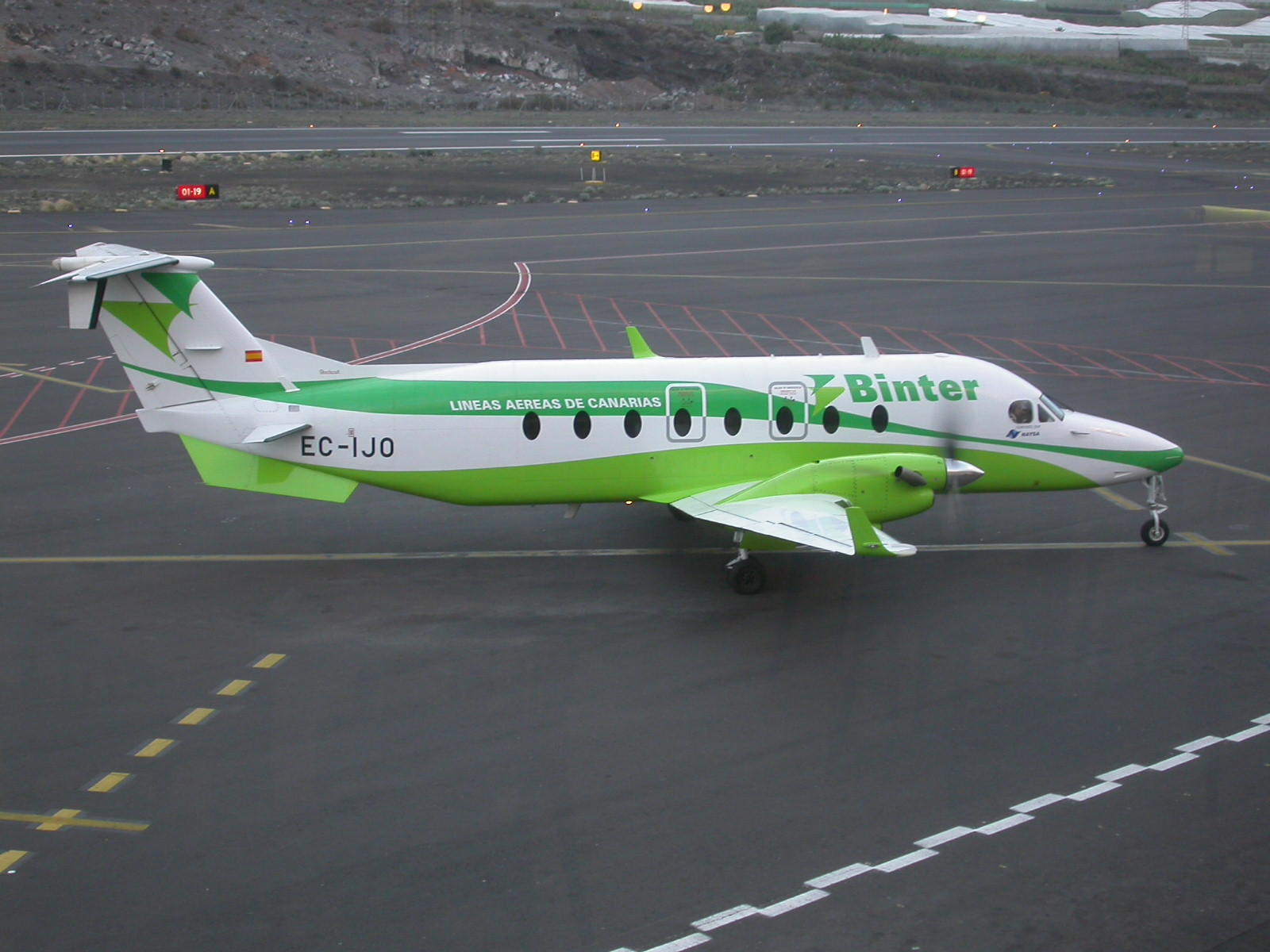
Eine Beechcraft 1900 im Wet-Lease (ACMI) in der Lackierung der Binter Canarias. Nur ein kleiner Aufkleber unterhalb des Cockpit-Seitenfensters deutet darauf hin, dass das Flugzeug von der Naysa an die Binter vermietet wurde.

Wet-Lease (wörtlich Feucht- oder Nassmiete, im Deutschen anschaulicher Warmmiete) bezeichnet die Miete eines Flugzeugs einschließlich Cockpit-Crew, Kabinenpersonal, Wartung und Versicherung von einer anderen Fluggesellschaft.
Ein Wet-Lease-Vertrag kann eine kurzlebige Angelegenheit sein, für nur einen einzigen Flug, wenn die mietende Fluggesellschaft wegen Ausfalls eines eigenen Flugzeugs einen kurzfristigen Engpass hat. Es kann aber auch eine Miete für mehrere Flüge sein, weil ein eigenes Flugzeug einen höheren Aufwand für Wartung bedeutet, bzw. wenn eigene Flugzeuge wegen anstehender Wartungsarbeiten ausfallen. Oft werden auch längerfristige Abkommen getroffen, wenn der Mieter ein neues Flugziel testweise anfliegen oder eine saisonale Route anbieten will. In solchen Fällen erhält das Flugzeug meist den Anstrich (Livery) des Leasingnehmers.
Wegen der meist langfristigen Mietverträge fliegt das Flugzeug oft auch im Design der Kundenfluggesellschaft. Die vermietende ACMI-Fluggesellschaft stellt dann das Flugzeug in der gewünschten Bemalung. Lediglich ein Aufkleber am Flugzeug gibt dann Auskunft über die ACMI-Fluggesellschaft als Halterin (beispielsweise: „operated by Atlas Air“). Es gibt aber auch mittelfristige oder nur saisonale, dann eventuell über mehrere Jahre laufende ACMI-Flugzeugmieten.

### ACMI-Miete
Der Modus ACMI (Aircraft, Crew, Maintenance and Insurance) ist eine Variante der Nassmiete, bei der der Betreiber des Flugzeugs dieses samt Mannschaft, Wartung und Versicherung stellt. Der Mieter auf Basis eines ACMI-Vertrags übernimmt das Management des Flugzeugs – im Sinn von Verkauf der Passagierkapazität oder der Luftfrachtdienstleistungen, Werbung und Streckenplanung.
Die Bezahlung erfolgt oft je Blockstunde, wobei meist noch eine bestimmte Auslastung vom Mieter garantiert wird.
Mit der Bezahlung der ACMI-Miete deckt der Kunde die Ausgaben für die Flugzeugmiete einschließlich der Kosten für die Besatzung, die Wartung und die nicht unerhebliche Flugzeugversicherung. Nicht im Mietpreis enthalten sind die weiteren Kosten für den Flugbetrieb, wie: die Treibstoffkosten, die Lande- und Parkgebühren, die Flugplatz-Handlinggebühren, Frachtversicherung und die Fracht-Handlinggebühren.

#### Vorteile
Ein Vorteil des Wet-Leasing ist ferner die einfachere Verwendung anderer Flugzeugtypen. Da für (fast) jeden Flugzeugtyp eine eigene Musterberechtigung erforderlich ist und oft auch Flugzeuge, die in einem Land zugelassen sind, nicht von Piloten aus anderen Ländern geflogen werden dürfen, kann nicht einfach die Besatzung des ausgefallenen Flugzeugs mit der ihr fremden Maschine den Flug durchführen.
Der ACMI-Markt erlaubt es den Fluggesellschaften, ihren steigenden Bedarf an Passagier- oder Frachtkapazitäten kurzfristig durch Anmietung weiterer Flugzeuge zu erweitern oder auf saisonale Schwankungen zu reagieren.
Im Extremfall betreibt eine Fluggesellschaft gar keine eigene Flugzeugflotte, sondern betreibt ihre Flüge ausschließlich auf ACMI-Basis. Solche Fluggesellschaften werden als virtuelle Fluggesellschaften bezeichnet. Durch das vollständige Outsourcen des Flugbetriebes verringert die virtuelle Fluggesellschaft ihre Leistungstiefe. Die virtuelle Fluggesellschaft mietet also die Flugzeuge, die Flugbesatzung und die technische Kompetenz zum Betreiben der Flugzeuge. Man kann also auch sagen, dass die virtuelle Fluggesellschaft eine ganze Fluggesellschaft mietet.
Der Flugzeugvermieter betreibt das ACMI-Geschäft entweder nur als Nebengeschäft, um seine freien Flugzeugkapazitäten zu vermieten oder als Hauptgeschäft, ohne überhaupt Flugzeuge unter eigenem Namen fliegen zu lassen. Atlas Air ist die weltweit größte ACMI-Fluggesellschaft, die die Vermietung auf ACMI-Basis als Hauptgeschäft betreibt.

#### Nachteile
- Bereits bei einzelnen nicht geleisteten Leasingraten verbringen Flugzeugvermieter die in ihrem Eigentum stehenden Flugzeuge oftmals außer Landes (Beschlagnahme). Im Falle einer für den Betreiber bereits angespannten wirtschaftlichen Lage kann dieser Umstand binnen kürzester Zeit zum kompletten Kollaps des Flugbetriebes führen, da die im Flugbetrieb eigentlich vorgesehenen Maschinen zur weiteren Abwicklung zahlreicher Flüge fehlen und ihr Ausfall zu weiteren plötzlich auftretenden und nicht mehr beherrschbaren Kosten führen kann. Ein baldiges Anmieten von Ersatzmaschinen ist oftmals nicht mehr rechtzeitig vor dem Eintreten der Zahlungsunfähigkeit zu erreichen. Als Beispiele der vergangenen Jahre sind die Fluggesellschaften Spanair im Jahr 2012, Malév im Jahr 2012 oder Transaero im Oktober 2015 zu nennen.

- Bei einem Verkehrsunterbruch (Ausbruch des Eyjafjallajökull 2010, COVID-19-Pandemie) laufen die Kosten weiter, während Flugzeuge im Eigentum mit nur etwas Wartungsaufwand abgestellt werden können. Nach der Covid-Pandemie gab es einzelne Fluggesellschaften, welche stark aufs Leasing gesetzt hatten, nicht mehr.[5]

#### Beispiele
ACMI-Fluggesellschaften sind beispielsweise:
- ABX Air (Airborne Express Airline; Airborne Airpark, Ohio, USA) betreibt unter anderem eine ACMI-Frachtflugservice;
- Air Atlanta Icelandic (Reykjavík, Island) ist auf Flugzeug-Leasing auf ACMI/wet lease-Basis spezialisiert. Betreibt aber auch einen Charterservice für isländische tour operator;
- Air One (Rom, Italien) hat an die polnische White Eagle Aviation ein Flugzeug auf der Grundlage eines langfristigen ACMI-Vertrages vermietet;
- Air Slovakia (Bratislava, Slowakei) betreibt ACMI-Charterflüge für andere Fluggesellschaften;
- Astar Air Cargo / zwischenzeitlich DHL Airways, (Miami, Florida, USA) ehemalige Frachtfluggesellschaft, deren Flotte überwiegenden auf ACMI-Basis operierte.
- Atlantic Airways (Sørvágur, Färöer) betreibt für SAS auf ACMI-Charterbasis Flugrouten von Kopenhagen nach Stavanger, London (City Airport) und Birmingham;
- Atlas Air (Purchase, New York, USA) ist die weltweit größte ACMI-Fluggesellschaft, genau genommen: ein ACMI-Luftfrachtunternehmen, das weltweit Verträge mit großen Fluggesellschaften hat (Alitalia, China Airlines, British Airways, FedEx und Cargolux);
- Audeli Air (Madrid, Spanien) betreibt den Flugverkehr auf ACMI-Basis für Iberia;
- Capital Cargo International Airlines (Orlando, Florida, USA);
- Cargo 360 (Seattle, Washington, USA) war eine Frachtfluggesellschaft die auf den Betrieb (die Vermietung) von ACMI/wet lease Flugzeugen spezialisiert ist;
- Denim Air (Hoofddorp am Flughafen Schiphol, Niederlande);
- Germania betrieb lange Flugzeuge im Wet-Lease unter anderem für Air Berlin, TUIfly und dba
- Kalitta Air (Ypsilanti, Michigan, USA) ist eine Charterfluggesellschaft und ein ACMI-Luftfahrtunternehmen;
- Omni Air International (Tulsa, Oklahoma, USA) betrieb zeitweise ACMI/Wet lease für andere Fluggesellschaften;
- Orange2Fly (Athen, Griechenland) betreibt ACMI-Charterflüge für TUIfly und Jetairfly;
- Pegasus Airlines (Istanbul, Türkei) bietet bei Bedarf Charterflüge und die ACMI-Vermietung von Flugzeugen an;
- Phuket Airlines (Bangkok Thailand) ist auf ACMI/Wetlease spezialisiert;
- Platinum Airlines (Miami, Florida, USA) betreibt einen ACMI-Service für Charterfluggesellschaften und das US-Verteidigungsministerium;
- Silver Air (Djibouti, Djibouti) ist ein ACMI-Luftfahrt-Transportunternehmen;
- Thomas Cook Belgium Airlines (Diegem, Belgien) fliegt ausschließlich mit ACMI-Flugzeugen, die von der niederländischen Martinair angemietet wurden;
- Vildanden  (Skien Airport, Geiteryggen, Norwegen) ist eine virtuelle Fluggesellschaft, die die Flugtickets verkauft und das volle finanzielle Risiko trägt, während die Flugzeuge auf ACMI-Mietbasis von Avitrans (Stockholm, Schweden) zur Verfügung gestellt werden. Die Flüge erfolgen mit dem Code von Aviatrans.
- WDL Aviation (Köln, Deutschland) bietet Charterflüge und die ACMI-Vermietung von Flugzeugen an

### AMI-Miete
AMI steht für Aircraft, Maintenance, Insurance (deutsch: Flugzeug, Wartung, Versicherung).
AMI ist eine andere Variation von Nassmiete, bei der keine Flugbesatzung (Crew) an den Kunden vermietet wird. Der Kunde stellt also seine eigene Flugbesatzung. Beispiel: fünfjähriger ACMI-Vertrag mit Wandeloption nach einem Jahr auf AMI und nach einem weiteren Jahr auf dry lease.
Oft wird das Vermietungsangebot als „Flugzeugvermietung mit Nassmiete auf ACMI- oder AMI-Basis“ bezeichnet (engl.: wet lease aircrafts on AMI or ACMI basis). Die Vermieter werden oft als ACMI and AMI wet lease company bezeichnet.

## Russische Aneignung westlicher Flugzeuge 2022
Russland blockierte nach seinem Überfall auf die Ukraine im März 2022 auf seinen Flughäfen Flugzeuge westlicher Leasing-Firmen im Wert von gut 10 Milliarden US-Dollar und begann im gleichen Jahr mit deren Immatrikulation – lässt sie von seinen Fluggesellschaften im Inland fliegen. Eine doppelte Immatrikulation entspricht einem Bruch internationalen Rechts. 2024 begann in London ein Prozess der Flugzeugeigentümer und -vermieter gegen die Versicherungsgesellschaften.